# Verwerfungskompetenz
Unter Verwerfungskompetenz wird die Möglichkeit eines Gerichts verstanden, eine Rechtsnorm mit der Begründung, sie sei ungültig, nicht anzuwenden. Denkbar ist, dass die Rechtsnorm nur für den konkreten Rechtsstreit, den das Gericht zu verhandeln hat, nicht angewandt wird. Denkbar ist aber auch, dass das Gericht die Norm allgemeinverbindlich für ungültig erklärt.
Nach dem Grundsatz der Gewaltenteilung ist es Aufgabe der Legislative, Gesetze (im formellen Sinn) zu erlassen. Die Exekutive kann Rechtsnormen (Gesetze im materiellen Sinn) erlassen, die im Rang unter formellen Gesetzen stehen, z. B. Satzungen und Rechtsverordnungen. Wenn die Judikative über den Bestand von Normen entscheiden kann, stellt dies eine Durchbrechung des Grundsatzes der Gewaltenteilung dar.

## Situation in Deutschland

### Verwerfungskompetenz hinsichtlich formeller Gesetze
Formelle Gesetze werden vom Parlament (des Bundes oder eines Landes) beschlossen. Gerichte müssen, wenn es ein Gesetz, auf dessen Gültigkeit es für seine Entscheidung ankommt, für verfassungswidrig hält, das Verfahren aussetzen und das Bundesverfassungsgericht (oder das Verfassungsgericht des Landes, dessen Verfassung dem Gesetz entgegenstehen soll) anrufen, Art. 100 GG. Das Bundesverfassungsgericht hat demnach das Verwerfungsmonopol. Formelle Gesetze können nur durch das Bundesverfassungsgericht für grundgesetzwidrig erklärt werden. Diese Entscheidung gilt dann nicht nur zwischen den Parteien, sondern allgemein.
Entsprechendes gilt für die Verfassungsgerichte der Länder hinsichtlich formeller Landesgesetze, die gegen die Landesverfassung verstoßen (vgl. etwa für Baden-Württemberg Art. 68 Abs. 1 Satz 1 Nr. 3 der Landesverfassung).
Nicht nur Gerichte können die Verfassungsgerichte anrufen, um die Kontrolle eines Gesetzes zu erreichen. Auch jeder Einzelne, der behauptet, durch die öffentliche Gewalt in seinen Grundrechten verletzt zu sein, kann dies (unter bestimmten Voraussetzungen wie der vorherigen Erschöpfung des Rechtswegs) tun, Art. 94 Abs. 1 Nr. 4a GG. Zu den sonst Berechtigten vgl. Art. 94 GG insgesamt.

### Verwerfungskompetenz hinsichtlich im Rang unter formellen Gesetzen stehenden Rechtsnormen
Rechtsnormen, die durch die Exekutive erlassen wurden, sind im Rang niedriger als formelle Gesetze. Da die Exekutive nicht unmittelbar demokratisch legitimiert ist, sind deren Normen auch weniger schutzwürdig.
Sie können von jedem zuständigen Gericht für rechts- oder verfassungswidrig erklärt werden. Dies wirkt jedoch nur zwischen den Parteien des Rechtsstreits. Die Rechtsnorm bleibt in Kraft und kann von anderen Gerichten durchaus als gültig angesehen und angewandt werden.
Allgemeinverbindlich können nur unterlandesgesetzliche Normen (Satzungen und Verordnungen auf landesrechtlicher Ebene) durch das Oberverwaltungsgericht (im süddeutschen Raum: Verwaltungsgerichtshof) im Normenkontrollverfahren gem. § 47 VwGO für ungültig erklärt werden.

## Europäischer Gerichtshof
Mit der Foto-Frost-Entscheidung von 1987 hat der EuGH sein Verwerfungsmonopol für Unionsrechtsakte begründet.